# 戈帕尔普尔
戈帕尔普尔（Gopalpur），是印度奥里萨邦Ganjam县的一个城镇。总人口6660（2001年）。

## 人口
该地2001年总人口6660人，其中男性3342人，女性3318人；0—6岁人口770人，其中男401人，女369人；识字率50.56%，其中男性为59.10%，女性为41.95%。